# Лонгони, Эмилио
Эмилио Лонгони (итал. Emilio Longoni; 9 июля 1859, Барлассина, Ломбардия — 29 ноября 1932, Милан) — итальянский живописец, неоимпрессионист и пуантилист.

## Биография
Эмилио Лонгони родился в Барлассине 9 июля 1859 года, он был четвёртым из двенадцати детей в семье Маттео Лонгони, кузнеца, добровольца армии Гарибальди, и портнихи Луиджии Мерони. С детства испытывал страсть к рисованию, но семья испытывала материальные трудности. Поэтому после окончания начальной школы его отправили работать в Милан. С 1875 года он посещал вечерние классы рисования обнажённой натуры и анатомии (corsi di nudo e di anatomia) в Академии Брера. Был учеником Джузеппе Бертини. В 1876 году присоединился к основным академическим классам вместе с Гаэтано Превиати и Джованни Сегантини, с которыми делил мастерскую в 1882 году. Лонгони демонстрировал свои картины на выставках в Брере в 1880 и 1882 годах. Работал в Неаполе и Брианце (Ломбардия) в 1880—1884 годах; в течение этого десятилетия в основном писал натюрморты.
После краткого опыта в Академии изящных искусств в Неаполе, где он часто посещал кружок Антонио Манчини, в 1882 году он встретил Джованни Сегантини, своего однокурсника по Академии Брера, который познакомил его с братьями Альберто и Витторе Грубичи, владельцами художественной галереи, которая активно продвигала молодых художников.
В 1886 году ему удалось арендовать мастерскую в Милане на виа делла Стелла. Он подружился с молодыми художниками «скапильяти» и стал писать портреты и натюрморты для миланской аристократии и среднего класса. Среди его клиентов были банкир Джованни Торелли, коллекционер Джузеппе Тревес, брат издателя Эмилио Тревес, банкир Лаццаро Донати. В 1891 году на первой Триеннале Брера он представил работу «Оратор забастовки» (L’oratore dello sciopero), выполненную в технике дивизионизма (пуантилизма), а затем перешёл к жанру пейзажной живописи.
Между 1900 и 1932 годами он принимал участие в самых важных итальянских и международных выставках. Он увлёкся буддизмом, уходил надолго на этюды в горы.
После первой мировой войны он замкнулся, возраст не позволял ему ходить по горам, а его живопись становилась всё более и более нематериальной. Далёкий от столичных выставок, он работал для немногих друзей и держался подальше от арт-дилеров. В 1928 году женился на Фьоренце де Гаспари. Дружба с Густаво Макки (1862—1935), критиком и писателем, подтолкнула его к чтению текстов Карла Маркса и Артура Шопенгауэра, а также рабочего поэта Помпео Беттини, с которым он начал сотрудничество в качестве иллюстратора социалистических периодических изданий (Lotta di classe и Almanacco socialista). В этот период Лонгони часто посещал вместе с другими интеллектуалами, такими как Ада Негри и Филиппо Турати, социалистический кружок, которым руководили адвокат Луиджи Майно и его жена Эрсилия Бронзини.
Лонгони был замешан в миланских беспорядках 1898 года и поэтому подвергался жестоким проверкам со стороны полиции. Он обращался к темам социального неравенства и нищеты миланских низших классов, так называемого веризма.
На позднем этапе своей творческой деятельности Лонгони обратился к символистской живописи в жанре «высокогорного пейзажа» с подчёркнутыми атмосферными и световыми эффектами. Он использовал технику «транспозиции», обычно применяемую при реставрации картин, для получения усиленного эффекта слияния цветов за счёт источника тепла на оборотной стороне поверхности картины.
Художник умер в своем кабинете 29 ноября 1932 года и был похоронен на Монументальном кладбище Милана.
Работы Эмилио Лонгони неоднократно выставляли на аукционах по цене от 1426 до 335 910 долларов США, в зависимости от размера и материала произведения искусства. С 2002 года рекордная цена для этого художника на аукционах составляет 335 910 долларов США за картину «Натюрморт с цукатами и сладостями», проданную на аукционе Sotheby’s в Милане в 2007 году.

## Галерея

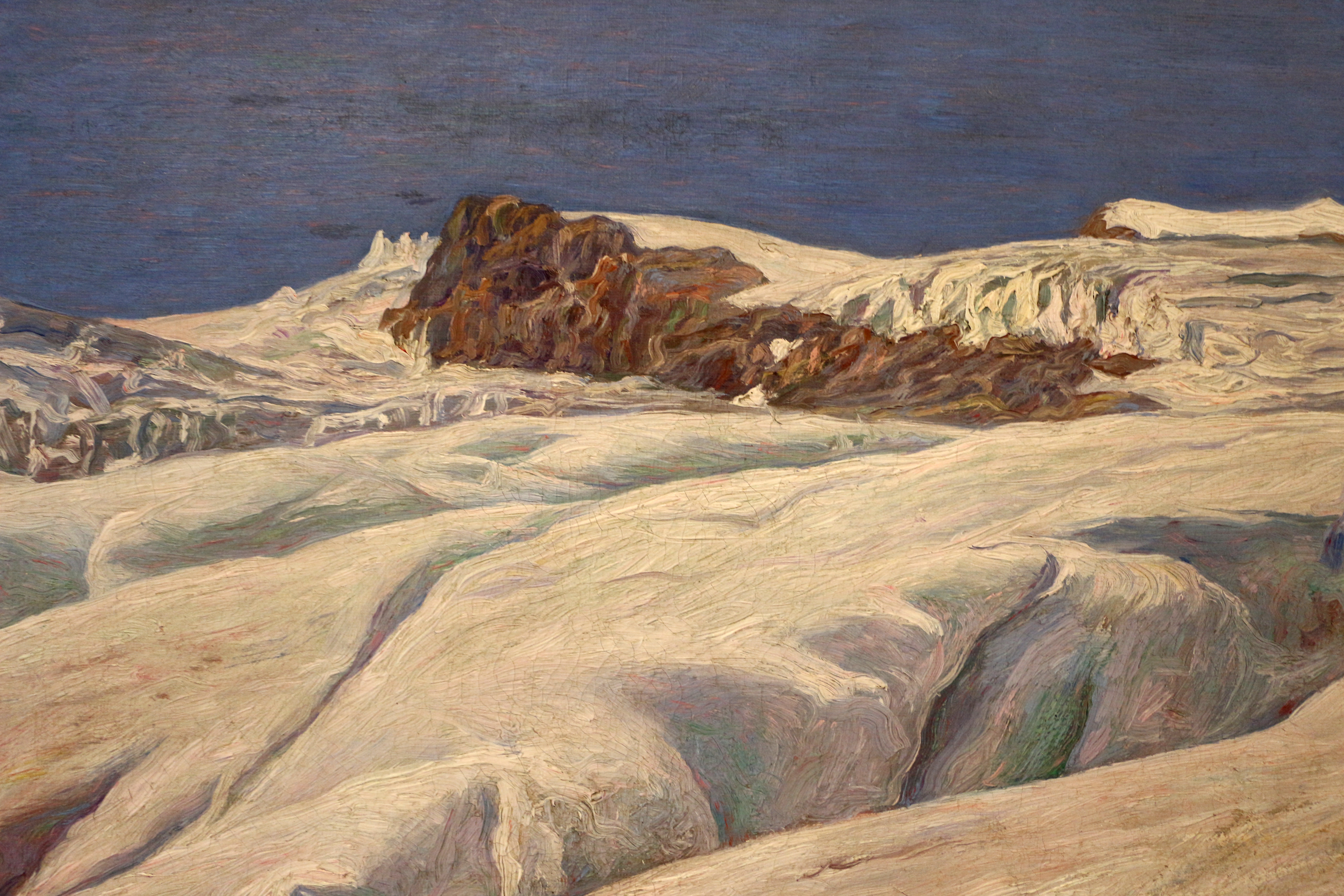
Ледник в горах. 1912. Вилла Реале, Милан
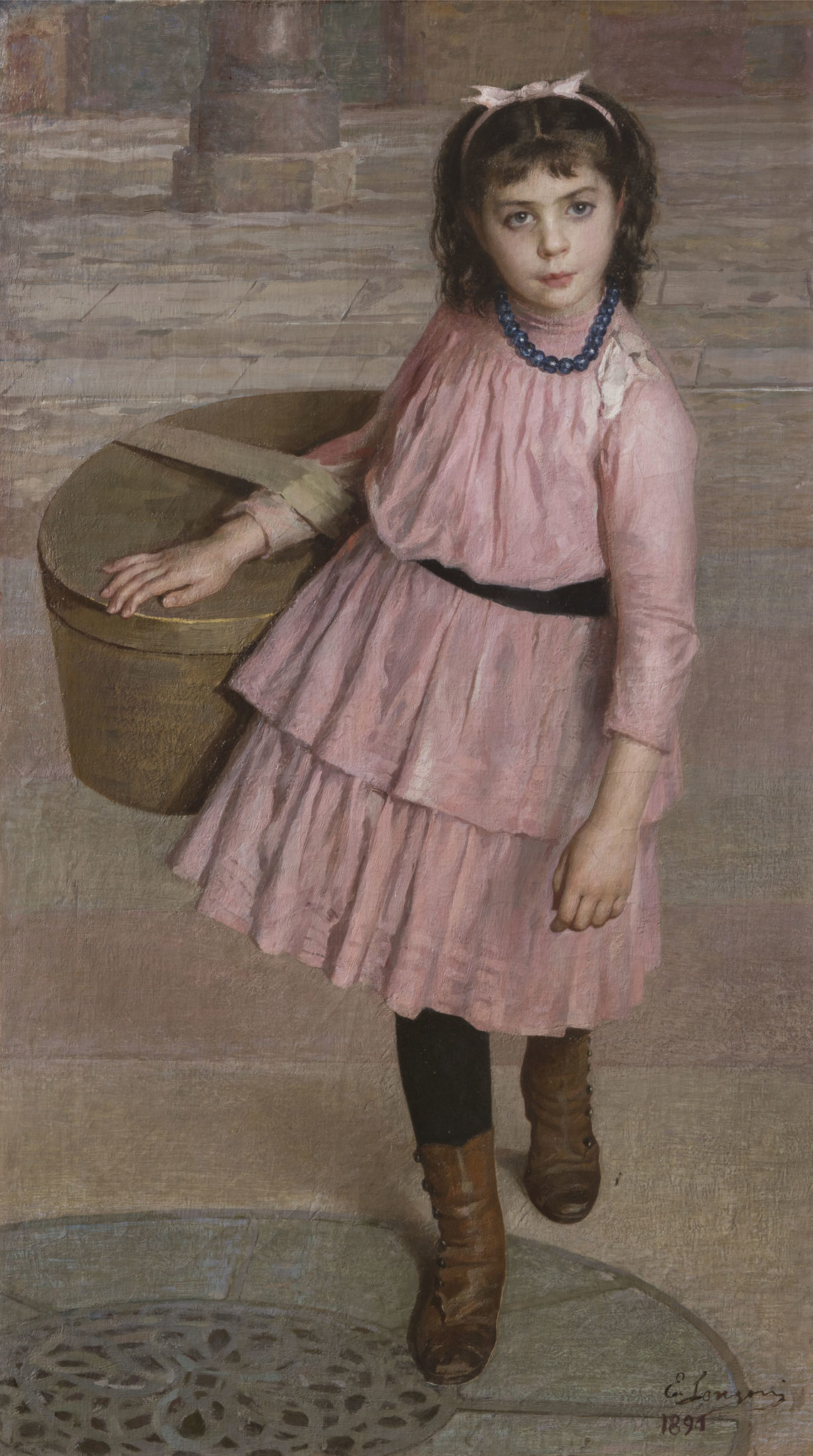
Маленькая продавщица рыбы. 1891. Холст, масло
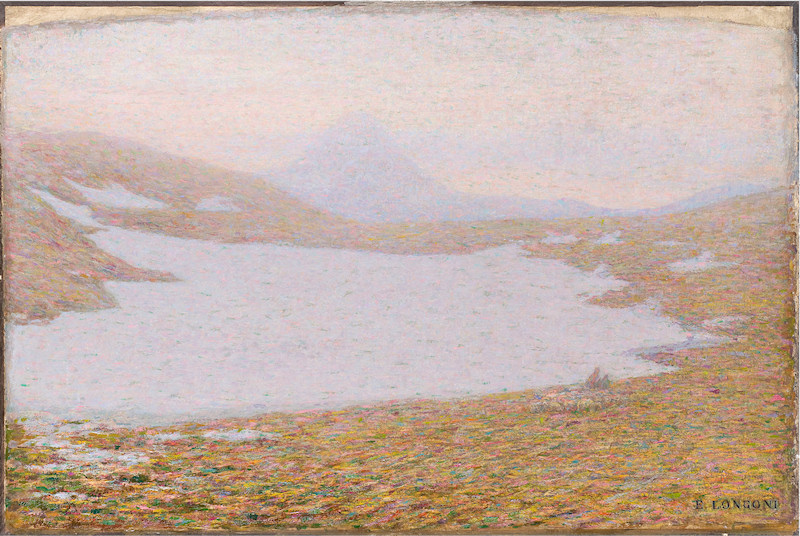
Весна высоко в горах. 1912. Холст, масло. Галерея на площади Скала, Милан
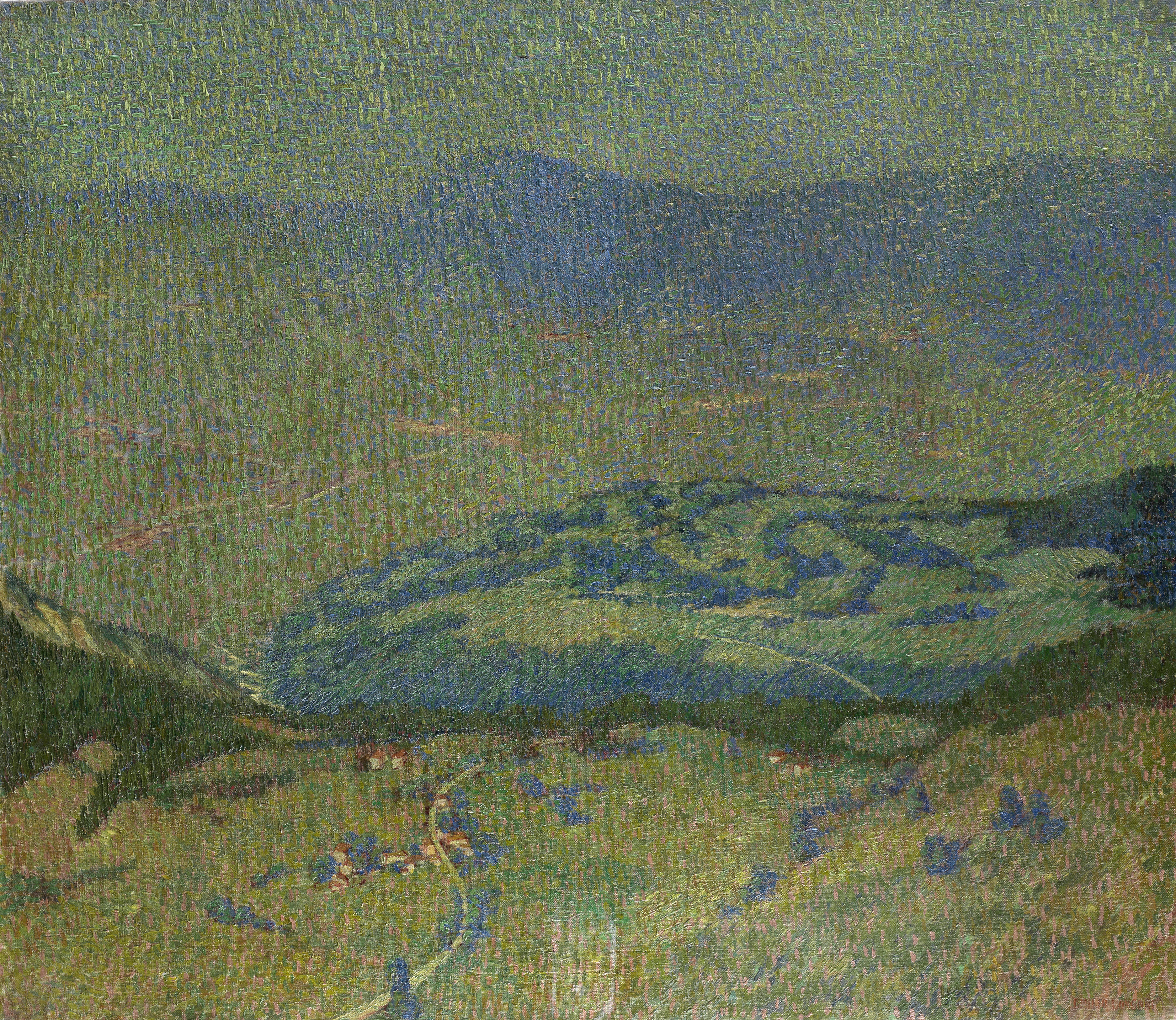
Пейзаж в Вальтеллине. Ок. 1932 г. Холст, масло